# Pokolj u Hantoukouri
Pokolj u Hantoukouri bio je islamistički teroristički napad na kršćane na istoku Burkine Faso.
Na prvu nedjelju Došašća 2019. godine napadnuti su vjernici protestantske Crkve u Hantoukouri, pri čemu su napadači pobili 14 osoba, među kojima su pastor zajednice i više djece. Napad na kršćanski blagdan islamistički je potpis, jer za dane napada izabiru upravo kršćanske blagdane. Napad je bio 1. prosinca. Napadnuta crkva je u gradu blizu granice s Nigerom. Neidentificirane naoružane osobe su tijekom mise napali crkvu, pri čemu su uz 14 osoba mnoge ranili.
Napadnuta crkva podružnica je evangelističke misijske organizacije SIM. Prema Henriju Yéu, predsjendiku Federacije evangeličkih Crkava i misija u Burkini Faso (FEME), napadači su prešli granicu na motorkotačima iz Nigera.
SIM Burkine Faso (SIMBF) izdao je priopćenje u kojem stoji da je napad bio pretkraj mise kad su vjernici izlazili iz crkve oko podneva. Skupina od oko 12 napadača napravila je krug oko vjernika i razdvojila muškarce od žena, zapovijedila im leži na tlo, te ih potom pobili jednog po jednog. U ovom kraju nisu bili pretjerano zastrašeni, jer dosad nije bilo napada na istoku zemlje. Ipak je postojala svijest o mogućem napadu, zbog činjenice da su studenoga 2019. naoružane osobe za koje se vjeruje da su islamisti napali konvoj zaposlenika rudarske kompanije u ovoj regiji, pri čemu su ubili 37 osoba.

## Vanjske poveznice
- Washington Post Gunman kill 14 Christians in church attack in Burkina Faso